# نوكيا 6730 كلاسيك
نوكيا 6730 كلاسيك (بالإنجليزية: Nokia 6730 classic)‏ هو هاتف محمول من نوكيا ضمن سلسلة نوكيا 6250 يعمل بنظام سيمبيان، تم طرحه في الأسواق في 29 مايو 2009.

## الخصائص
- نظام التشغيل: سيمبيان
- الشاشة: إل سي دي
- الوزن: 83 غرام
- الذاكرة: 1 جيجابايت